# Adán Loizo
Adán Loizo (ur. ? – zm. ?) – argentyński piłkarz, grający podczas kariery na pozycji napastnika.

## Kariera klubowa
Adán Loizo podczas piłkarskiej kariery występował w CA Huracán. Z Huracánem czterokrotnie zdobył mistrzostwo Argentyny w 1921, 1922, 1925 i 1928.

## Kariera reprezentacyjna
W reprezentacji Argentyny Loizo występował w latach 1923–1925. W reprezentacji zadebiutował 18 listopada 1923 w wygranym 2-1 meczu z Brazylią podczas Mistrzostw Ameryki Południowej. Na turnieju w Montevideo wystąpił we wszystkich trzech meczach.
Ostatni raz w reprezentacji wystąpił 12 lipca 1925 w zremisowanym 1-1 meczu z Paragwajem, którego stawką było Copa Chevallier Boutell. Ogółem w barwach albicelestes wystąpił w 12 meczach.
| Mecze i gole w reprezentacji | Mecze i gole w reprezentacji | Mecze i gole w reprezentacji | Mecze i gole w reprezentacji | Mecze i gole w reprezentacji | Mecze i gole w reprezentacji | Mecze i gole w reprezentacji |
| #                            | Data                         | Miasto                       | Przeciwnik                   | Gol                          | Wynik                        | Rozgrywki                    |
| ---------------------------- | ---------------------------- | ---------------------------- | ---------------------------- | ---------------------------- | ---------------------------- | ---------------------------- |
| 1.                           | 20.05.1923                   | Buenos Aires                 | Paragwaj                     |                              | 1:2                          | Copa Chevallier Boutell      |
| 2.                           | 25.05.1923                   | Buenos Aires                 | Paragwaj                     |                              | 1:0                          | Copa Rosa Cheva              |
| 3.                           | 15.07.1923                   | Buenos Aires                 | Urugwaj                      |                              | 2:2                          | Copa Ministro                |
| 4.                           | 30.09.1923                   | Montevideo                   | Urugwaj                      |                              | 2:0                          | Gran Premio Uruguayo         |
| 5.                           | 28.10.1923                   | Montevideo                   | Paragwaj                     |                              | 4:3                          | Copa América                 |
| 6.                           | 18.11.1923                   | Montevideo                   | Brazylia                     |                              | 2:1                          | Copa América                 |
| 7.                           | 02.12.1923                   | Montevideo                   | Urugwaj                      |                              | 0:2                          | Copa América                 |
| 8.                           | 09.12.1923                   | Buenos Aires                 | Brazylia                     |                              | 2:0                          | Copa Roca                    |
| 9.                           | 15.05.1924                   | Asunción                     | Paragwaj                     |                              | 3:1                          | Copa Chevallier Boutell      |
| 10.                          | 18.05.1924                   | Asunción                     | Paragwaj                     |                              | 1:2                          | Copa Chevallier Boutell      |
| 11.                          | 09.07.1925                   | Buenos Aires                 | Paragwaj                     |                              | 1:1                          | Copa Chevallier Boutell      |
| 12.                          | 12.07.1925                   | Buenos Aires                 | Paragwaj                     |                              | 1:1                          | Copa Chevallier Boutell      |